# 원익피앤이
원익피앤이(Wonik PNE Co., Ltd.)주식회사는 2차 전지 장비, 전원 공급 장치, 충전 인프라 구축 등을 영위하는 대한민국 기업이다. 대표이사는 이기채이며 본사는 경기도 수원시 권선구 산업로 185에 소재해 있다.
1999년 설립돼 2차 전지 양산용 공정 자동화 장비, Degassing 설비를 제작하고 있으며 2015년에 코스닥 시장에 상장되었고 2022년에 원익피앤이를 흡수 합병하여 현재의 사명으로 변경하였다. 원익그룹에 편입된 후 2차 전지 관련된 ‘테크랜드’와 ‘엔에스, 삼지전자의 에너지솔루션사업부를 순차적으로 인수해 2차 전지 생산 밸류체인을 구축해 왔다.

## 같이 보기
- 원익IPS
- 원익그룹

## 참고문헌
1. ↑  이재모, 원익피앤이, 이차전지 장비 Top-Tier...빠르게 증가하는 수주잔고, 더뷰어스, 2023.11.14
2. ↑  이혜중, 신대성, 외형 성장에도 영업 이익률 하락.. 수익성 방어 필요한 원익피앤이, 뉴스워커, 2023.11.08.
3. ↑  양연호, 원익피앤이, 2차 전지 밸류체인 구축...“수주 잔고 7천 억 상회 전망, 매일경제, 2023년 10월 26일